# Pleuroprucha paranaria
Pleuroprucha paranaria är en fjärilsart som beskrevs av Jones 1921. Pleuroprucha paranaria ingår i släktet Pleuroprucha och familjen mätare. Inga underarter finns listade i Catalogue of Life.